# Enrique Ramil
Enrique Ramil  (Ares, La Coruña, 18 de junio de 1984) es un cantante, músico, compositor y vocal coach español, reconocido internacionalmente por su calidad vocal y su nivel interpretativo.
Se dio a conocer tras su participación en programas como OT, Factor X (España) y Tierra de talento (2020), siendo ganador de este último.  En 2024 ganó la Gaviota de plata a la mejor interpretación internacional en el Festival Internacional de la Canción de Viña del Mar con la canción «La última vez».
Ha editado seis álbumes hasta la fecha, cinco de estudio, V. O. (2008), Juguetes Rotos (2011), Thank you (2015) y  Ramil y una noches (2019), Soledad (2025) y uno en concierto desde Ciudad de México, La noche de las canciones perpetuas (2024), además de varias decenas de sencillos a lo largo de su dilatada carrera. Ha realizado giras y conciertos en España, Latinoamérica y Estados Unidos.

## Trayectoria profesional
Enrique Ramil nació el 18 de junio de 1984 en Ares (La Coruña). A los tres años comenzó a cantar en el coro de la parroquia de su localidad natal. A los diecinueve años se traslada a Madrid y comienza a cantar en diferentes locales para posteriormente formarse en canto, teatro musical... Su carrera profesional  empezó en 2005 y desde entonces ha pasado por escenarios de diversa índole, desde la calle hasta a la televisión.
En estos primero años, entre 2006 y 2007 participa como Coco Mandala, papel coprotagonista en el musical PaquitaDora.

### 2008: Publicación deV. O.
En 2008 ve la luz V. O. (versión original), su primer álbum discográfico publicado de manera independiente bajo la producción de Edu y Sergio Del Val. El disco se compone de versiones especiales de temas importantes para el cantante, a excepción de Frágil. Se extraen como sencillos Remolino, original de Francisco Céspedes, también Creo en mí, una adaptación al español del tema Believe de Yolanda Adams y El loco adaptación del tema italiano Il pazzo de Mina.

### 2009-2010:La batalla de los corosy comienzos en televisión
En el año 2009 Enrique entra en el concurso de televisión La batalla de los coros de Cuatro, formando parte del coro coordinado por la cantante Marta Sánchez.
Durante ese año presenta el tema Es mi voluntad a la preselección de Eurovisión 2010 quedando el número 28 de más de trescientos temas candidatos. También funda Enrique Ramil Quartet.
Queda finalista en la edición de 2009 del Festival da Canción do Landro (Galicia) con el tema Fios da vida, volviéndose a presentar al año siguiente con a la sección de canción original en gallego con Mil razóns, también compuesta y producida Manuel Ramil, tío del artista. Esta actuación le vale un segundo puesto en el festival.
También durante este año 2010 participó por el concurso Tu sí que vales de Telecinco.

### 2011-2014:Operación Triunfo,Juguetes Rotosy Pride Barcelona 2012
Enrique se presentó al casting de OT 2011, la octava edición del programa de televisión musical Operación Triunfo en España. Fue seleccionado como uno de los 16 concursantes que entraron en la Academia. Gracias a este programa y la gira posterior ganó gran visibilidad a nivel nacional.
Ese mismo año publica su segundo álbum Juguetes Rotos con en el que cuenta con colaboraciones importantes como Maria do Ceo, con quien graba una versión a dúo de su tema Fios da vida, Ainhoa Cantalapiedra o con Rosa Cedrón. El disco incluye la canción Con lazos de papel que dedica a su madre. Nuevamente colabora en las grabaciones con su tío Manuel Ramil, teclista de bandas como WarCry y productor musical.
En el año 2012 publica el sencillo Believe in LOVE, himno del Pride Barcelona 2012, y lo presenta en el escenario del orgullo ante 200.000 personas. También ese mismo año funda el coro Mandala Gospel en Ares, su localidad natal, que dirige hasta 2015. Además comienza su andadura como vocal coach.
Durante 2012 y 2013 participa como invitado en varias ocasiones en el programa Heicho Cantar de TVG, en una de las cuales Enrique Ramil interpreta en gallego, junto al coro Mandala Gospel, la canción Mátame suave, una versión del conocido tema de Killing Me Softly with His Song popularizada por Roberta Flack.
Paralelamente publica una versión Cheesy Jazz del tema  Rude Boy popularizado por Rihanna.

### 2015-2018: Londres,Factor Xy nueva gira
En 2015 se marcha a Londres durante dos años. Allí se dedica a cantar por las calles, colabora en el estudio de Lisa Greene (coautora de canciones de artistas como Britney Spears, Cher Lloyd, Tom Jones,...) e incluso llega a presentarse a The X Factor (Reino Unido), llegando hasta el six chairs challenge. 
Durante sus dos años de estancia en la capital británica, se suceden dos encuentros fortuitos que marcarían su trayectoria como artista: uno con Michelle Visage y el segundo con Lady Gaga.
En Londres graba de manera independiente su tercer álbum Thank you donde incluye versiones de las canciones que cantaba por las calles de la capital británica. Las copias del álbum se agotaron en sus conciertos callejeros y en la actualidad se ha convertido en una "rareza" difícil de encontrar.
Tras volver a España, en 2017 ejerce de corista en La Voz y La Voz Kids como parte de la formación Black Light Gospel Choir durante su edición en Telecinco, hasta que decide presentarse a Factor X (España), siendo seleccionado y llegando hasta las semifinales en los shows en televisión.
Posterior a su participación en el programa de televisión, sale de gira con Ramil y una noches proyecto en el que versiona, junto al pianista Adrián Solla, temas clásicos aportándoles un toque diferente que más adelante quedarían recogidos en un nuevo trabajo discográfico de estudio con el mismo nombre.
Durante esos años se une como vocalista a la formación Richie Ferrer Vocal Quintet.

### 2019:VolcanesyRamil y una noches
El apoyo de sus fanes fue fundamental para el lanzamiento de su siguiente sencillo original: Volcanes. Tras el interés mostrado se iniciaría una campaña de micromecenazgo que daría como resultado la publicación de este nuevo proyecto. El EP, producido por Antonio Ferrara, se lanzó acompañado de un videoclip dirigido por Fran Granada.
Como curiosidad, Volcanes parte de un descarte de una canción escrita para Shirley Bassey. El tema contó con unos arreglos para el acompañamiento coral escritos por el propio artista y que recuerdan sus influencias de la música Góspel. Todo el proceso fue recogido en el proyecto Volcanes: el documental producido por Funny Boys. 
Este EP incluye una versión en inglés, Volcano, varios remixes y versiones en acústico del tema.
Paralelamente publica una serie de sencillos que conforman su nuevo álbum, Ramil y una noches (título de la gira que llevaba realizando intermitentemente durante varios años). En este álbum versiona temas de otros artistas tales como Perdóname escrita por Beatriz Luengo y popularizada por Ricky Martin, 18 años original de Dalida traída al español por Luz Casal o La gata bajo la lluvia de Rafael Pérez Botija.

### 2020:Tierra de Talentoy lanzamiento internacional
En 2020 Enrique Ramil se presenta a la segunda edición del programa de televisión Tierra de talento, de Canal Sur, consiguiendo la admiración en todas las galas por parte del jurado formado por India Martínez, José Mercé, Diana Navarro, Lola Índigo, Carlos Álvarez (barítono) y Jesús Reina. A lo largo del programa interpretó versiones de temas de India Martínez, Vanesa Martín, Rocío Jurado o una mezcla de la Banda sonora del musical Aladdín, para la que ejerció de genio durante una de sus actuaciones en el programa.
El 25 de julio se proclamó ganador de la edición, tras interpretar su versión del tema de Alejandro Sanz Mi soledad y yo.
En septiembre firma contrato con el que da comienzo a la internacionalización de su carrera y se anuncia que el artista se desplazará a Estados Unidos para la grabación de su nuevo proyecto musical. Además de encontrarse preparando colaboraciones con Diana Navarro, India Martínez y María Villalón. El artista se encuentra trabajando con la producción musical del dúo SanLuis conocidos, entre otras cosas, por sus composiciones para artistas como Marc Anthony y Prince Royce.
En octubre lanza una versión a piano y voz de "Soy lo prohibido" un tema popularizado por Olga Guillot, que también versionaron otros artistas como Natalia Lafourcade o Luis Miguel.
Durante su estancia en Miami colabora con Erika Ender, Yasmil Marrufo, Ángel Pututi, Johan Morales, Juan Mari Montes, Julio César Rodríguez, Linda Briceño y Mario Cáceres, artistas que han recibido Grammy Latino, en la composición de nuevos temas. También es invitado a por el Consulado General de España en Nueva York a un showcase en el Roommate Times Square. De igual forma realizó un show case con lo mejor de su repertorio en Miami.
A su regreso de Estados Unidos, participa en un homenaje al músico y compositor Manuel Alejandro, siendo alabado por la prensa.
Entre sus proyectos y grabaciones, en diciembre lanza una versión de "A tu vera" escrita por Rafael de León y Juan Solano, popularizada originalmente por Lola Flores, como regalo a sus fanes antes del lanzamiento del que será su nuevo sencillo. 
Posteriormente participaría entre otros artistas de renombre a nivel nacional en el programa Música para mis oídos de Canal Sur.
El popular programa Tierra de Talento vuelve a contar con Enrique para un especial de Navidad en el que interpretaría a dúo con Mariola Cantarero los villancicos populares Noche de paz y El tamborilero.

### 2021: Estados Unidos y Latinoamérica -Mentira,Prefiero ser la otray más
El programa especial de Año Nuevo Tierra 2021 de Canal Sur contó con la participación como invitado de Enrique Ramil que interpretó en gallego a dúo junto a María Villalón el tema popular Lela, previamente popularizado por la artista Dulce Pontes.
El día 29 de enero Enrique Ramil publicó  Mentira el primer sencillo de su etapa americana, acompañado de su videoclip, ambos grabados en Miami bajo la producción del Dúo San Luis. Esa misma semana comenzaría la promoción de su sencillo en el programa de la televisión andaluza Tierra de Talento (España) del que fue ganador el año anterior, para posteriormente continuar en Panamá y Guatemala, antes de volver a Estados Unidos para continuar con la producción de nuevos sencillos y videoclips.
En marzo participa en el programa "Hoy día" de la cadena estadounidense Telemundo donde además de ser entrevistado y presentar Mentira, recibió un mensaje sorpresa de la artista Olga Tañón.
El artista anuncia que su nuevo sencillo, Prefiero ser la otra vería la luz el dos de abril de ese año recibiendo repercusión en Latinoamérica. El videoclip de dicho tema fue nuevamente dirigido por Alexander Escorcia, con quien previamente Enrique Ramil había trabajado para su sencillo "Mentira". La canción ha sido calificada como "su single más atrevido", dado que el cantante optó por interpretar esta canción manteniendo el género original para el que fue escrita. Esta canción fue presentada en el programa matutino estadounidense Despierta América. A dicha presentación se siguieron apariciones en programas de televisión estadounidenses y de Latinoamérica (como Mega TV y Telemundo), que afianzan su reconocimiento internacional.
Una posterior versión ranchera de Prefiero ser la otra fue lanzada a dúo con la cantante venezolana Karina y considerada por el artista como un homenaje a México.
Además, durante este tiempo sigue produciendo nuevos proyectos en Miami que irán conformando su siguiente disco.
El 11 de junio de ese año se estrenó Qué trabajo me da, un tema definido por el propio cantante como una mezcla de estilos entre Craig David y Juan Luis Guerra.
A finales de año comenzarían conciertos en Osuna y Madrid, seguidos por una gira por Latinoamérica en formato voz y piano que le lleva a Ciudad de Panamá, Bogotá, Santiago de Chile, Ciudad de México y Caracas. Como promoción de esta gira el artista publicó dos videoclips con voz en directo, dirigidos por David León, director con el que ya había colaborado en varias ocasiones: el primero del tema El triste de Roberto Cantoral hecho famoso por el Maestro José José y el segundo de Farsante, tema compuesto por Amaro Ferreiro, Iván Ferreiro y Miguel Conejo Torres. Ambas canciones cuentan con arreglos del pianista Adrián Solla con quien ya había colaborado en previas ocasiones.
En diciembre, durante su Gira 2021, fruto de la colaboración entre el Ministerio de Cultura de Panamá y la Embajada de España en Panamá, imparte una Masterclass de canto en la sede de dicha embajada.
En su concierto con banda en México contó con la participación de importantes artistas como Manoella Torres, Samo, Michelle Rodríguez. También se confirma que presentará nuevas canciones originales el próximo año. Para dos de estos nuevos temas ha colaborado las reconocidas artistas panameñas Erika Ender y Grettel Garibaldi.
Participa en el programa especial Tierra de 2022 para celebrar la Nochevieja de 2021 en Canal Sur (España).

### 2022: Latinoamérica y España
El año comienza con tres nuevos lanzamientos exclusivos para sus fanes a través de YouTube: el tema Mujer contra mujer de José María Cano, A la que vive contigo de Armando Manzanero y Mi amante amigo de Ana Magdalena y Manuel Alejandro, bajo la producción de Alejandro de Pinedo. Para los videoclips volvió a contar con uno de sus directores habituales, David León.
En febrero se anuncian dos nuevos conciertos en Latinoamérica: el primero en Santiago de Chile (Chile) y el segundo en Buenos Aires (Argentina). 
En marzo, a nivel de celebración por los once años de su canal de YouTube, lanza la versión acústica de su tema Volcanes con los arreglos a piano de Adrián Solla. El tema cuenta con el beatboxer David Freigenedo y un pequeño coro góspel. Durante el mes de abril comienza una serie de colaboraciones en conciertos por España y masterclasses de canto.
En España, el canal de televisión andaluz Canal Sur celebra un programa especial de Tierra de Talento dedicado a Raphael, donde Enrique Ramil es invitado a cantar un medley de los temas popularizados por el cantante jienense En carne viva y Escándalo.
En julio participa como invitado junto a Lucía Gil en el programa Bamboleo de TVG.
A lo largo de los siguientes meses realiza diversos conciertos por toda la geografía española y participa, en noviembre, en el programa Somos Música de Canal Sur dedicado a Diana Navarro, donde interpreta una versión jazz de Mira lo que te has perdío original de la cantante malagueña además de cantar a dúo con ella un trozo del tema El perdón.
A finales del año 2022 se confirma la participación de Enrique en banda sonora en gallego de la película musical Scrooge producida por Netflix.

### 2023:Señoras de la canciónen España,Con el corazón en la manoen México y candidatura a Viña del Mar
En enero de 2023 se anuncia su primer gran concierto del año titulado Señoras de la canción en el Teatro Jofre de Ferrol en su tierra natal, Galicia. Con este concierto que da nombre a su proyecto musical durante estos meses.
En primavera se anuncia su gira por México titulada Con el corazón en la mano durante agosto y septiembre mes de agosto. En formato acústico de voz y piano, versionará grandes temas que forman parte de su repertorio y  presentará algunos temas inéditos. La gira recorrerá de la república mexicana con diez conciertos y dos masterclasses de voz.
Se lanza proyecto  VisitAres en colaboración con el productor audiovisual David León y el apoyo de Ayuntamiento de Ares; una webserie para en la que Enrique Ramil recorre su localidad natal con personalidades de la música nacional y personalidades locales, incluyendo actuaciones en directo.
Nuevamente es invitado por TVG, en esta ocasión para el programa Quen anda aí donde además de ser entrevistado y ejercer de jurado en un concurso de karaoke propio, canta en directo su versión del tema A la que vive contigo, compuesto por Armando Manzanero y famoso en la voz de Manoella Torres, con quien Enrique compartió escenario en México.
En diciembre se anuncia su nueva gira por México en 2024 así como su participación representando a España en el Festival Internacional de la Canción de Viña del Marcon la canción ''La última vez'', compuesta por el propio artista en colaboración con Ángela Dávalos y Paty Cantú.

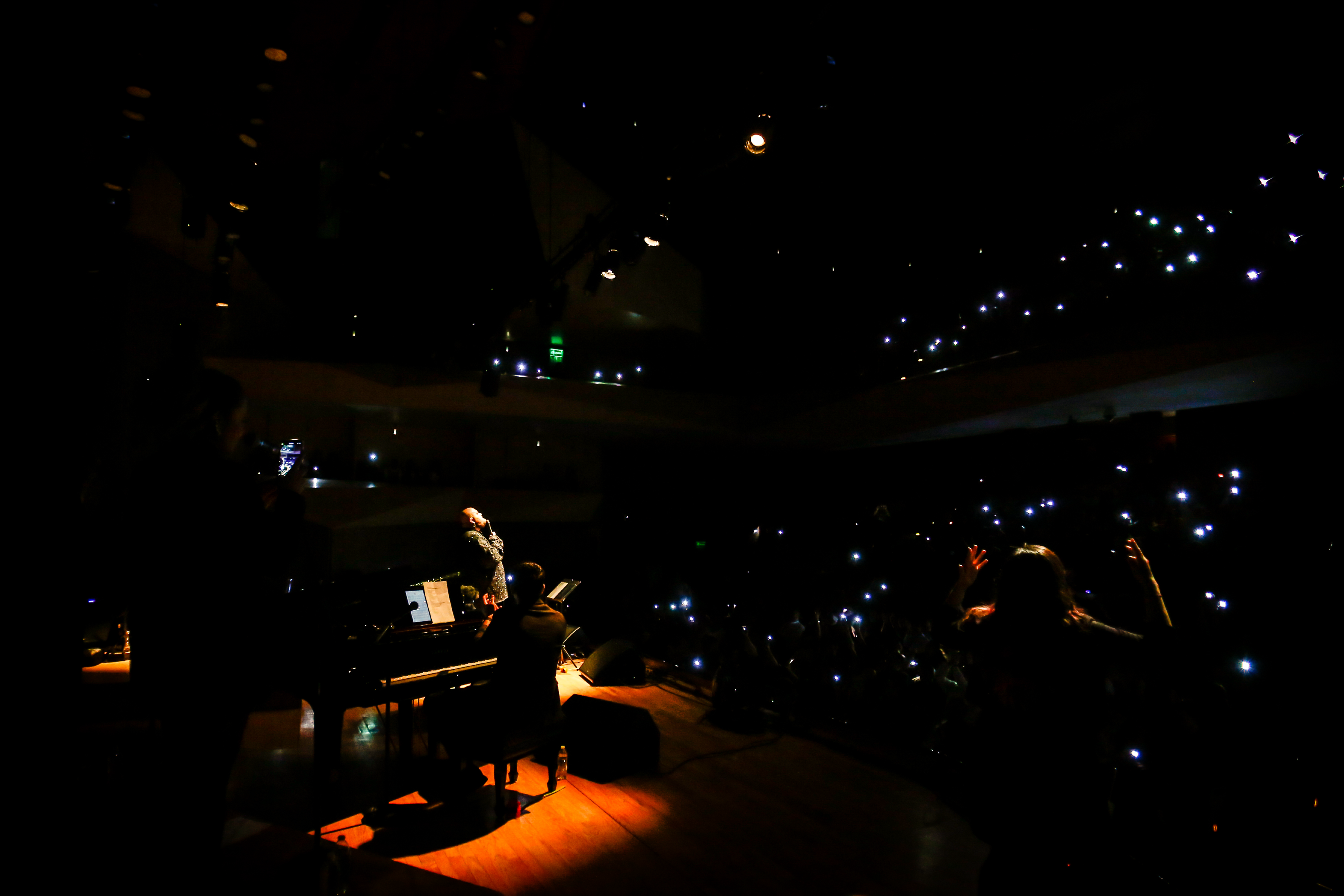
Enrique Ramil in Mexico

### 2024: "La última vez" en Festival Internacional de la Canción Viña del Mar, nueva gira internacional y nuevos lanzamientos
El año comienza con su actuación en el Teatro Jofre con banda completa, resumen de su gira "Con el corazón en la mano" que realizó por México el año anterior.

#### Ganador al mejor interpete internacional en elLXIII Festival Internacional de la Canción de Viña del Mar
A finales de febrero representa a España con la canción La última vez en el LXIII Festival Internacional de la Canción de Viña del Mar, siendo la primera representación española después de varios años de ausencia en dicho festival. Su actuación fue ovacionada por el público asistente en la Quinta Vergara  además de causar interés en medios y redes sociales, donde su comparación con el artista británico Sam Smith convirtió a este último en tendencia. Su actuación en la categoría internacional se convirtió en la mejor valorada en la primera noche el festival.  Tanto fue así que el público asistente, conocido como El Monstruo ya solicitaba para él la gaviota de plata del festival.
Tras una segunda aclamada actuación el festival le otorga la 'Gaviota de plata al mejor intérprete de la Competencia Internacional'.

#### La noche de las canciones perpetuasy Tour 2024
El gran concierto en México La noche de las canciones perpetuas da comienzo a su Tour Íntimo que le llevará a recorrer diferentes localidades de México, Argentina, Chile, España y Perú.
En este período hace una parada en Madrid como invitado de Francisco Céspedes en su concierto en el Teatro La Latina, donde interpretaron a dúo el tema Remolino, emblemático en la carrera de Enrique Ramil por haber sido una canción con la que se presentó a su primer casting en la misma ciudad en el año 2005.
En junio se anuncia en redes sociales el inminente lanzamiento de su disco en directo La noche de las canciones perpetuas grabado en Ciudad de México. Además de estar componiendo nuevas canciones. En julio interviene en el programa Bamboleo de la Televisión de Galicia junto a Soraya Arnelas. También apareció en el canal musical Quiero música TV de Argentina.

#### Sin raíz
En septiembre de este año se anuncia el lanzamiento de su nuevo sencillo Sin raíz, para el que se organizó un sorteo entre sus fans, que les dio un acceso previo a la escucha del mismo. 

### 2025:Soledad
El año comienza con el lanzamiento de Dos shots un tema de baile junto a la drag queen y cantante mexicana Taiga Brava, conocida por haber ganado la segunda temporada del concurso de telerrealidad Queen of the Universe, donde se muestra la versatilidad de Enrique Ramil en diferentes estilos musicales. El tema fue presentado en directo en Londres, durante la celebración de la RuPaul’S DragCon UK.
Dentro de sus nuevos lanzamientos de este año se incluye La moneda de la soledad  con un videoclip grabado en Galicia.
En abril presenta Cuando esté contigo  su nuevo sencillo, en el programa Tierra de Talento de Canal Sur.
A finales de mayo presenta Soledad, su nuevo proyecto musical con temas propios, donde además de temas inéditos también se incluyen versiones especiales de dos de sus temas más emblemáticos: Prefiero ser la otra y La última vez.

## Discografía

### Álbumes
| Año  | Título                              | Detalles                                                               | Sello discográfico    |
| ---- | ----------------------------------- | ---------------------------------------------------------------------- | --------------------- |
| 2008 | V. O.                               | - Lanzamiento: 2008 - Formato: CD                                      | Artista independiente |
| 2011 | Juguetes Rotos                      | - Lanzamiento: 2011 - Formatos: CD, Digital, streaming                 | Tercera Planta        |
| 2015 | Thank you                           | - Lanzamiento: 2015 - Formato: CD                                      | Artista independiente |
| 2019 | Ramil y una noches                  | - Lanzamiento: 2019 primer sencillo - Formatos: CD, Digital, streaming | AGP Music             |
| 2024 | La noche de las canciones perpetuas | - Lanzamiento: 28 de junio - Formato: Digital, streaming               | Artista independiente |

### EPs
| Believe in Love | - Fecha de lanzamiento: 2012 - Pride Barcelona 2012 Anthem - Formatos: Digital                                                           | - Believe in Love - Believe in Love (Versión orquestal) con Aixa Romay y Julietta Barro |
| Volcanes        | - Fecha de lanzamiento: 2019 - Composición: Enrique Ramil y Antonio Ferrara - Discográfica: AGP Music - Formatos: CD, Digital, streaming | - Volcanes - Volcano (versión en inglés) - Volcanes (Charles Mattew & Exhodia Remix) - Volcano (Charles Mattew & Exhodia Remix) - Volcano (Freshstuff Remix) - Volcano (Kris Nouk Remix) - Volcano (Álvaro Albarrán Main Mix) - Volcano (Álvaro Albarrán Original Remix) - Volcano (Álvaro Albarrán Dub Mix) - Volcano (Álvaro Albarrán Instrumental Mix) - Volcano (Álvaro Albarrán Original Remix Radio Edit) |
| Paradise        | - Fecha de lanzamiento: 2019 - Composición: Enrique Ramil y Dani Vars - Discográfica: AGP Music - Formatos: CD, Digital, streaming       | - Paradise - Paradise - Spanglish Version - Paradise - Dani Vars Remix |

### Sencillos
| Año  | Canción | Álbum              | Discográfica     |
| ---- | --- | ------------------ | ---------------- |
| 2008 | «Remolino» | V. O.              | Independiente    |
| 2008 | «Creo en mí» | V. O.              | Independiente    |
| 2008 | «El loco» | V. O.              | Independiente    |
| 2011 | «Juguetes Rotos»                                                                                                  | Juguetes Rotos     | Tercera Planta   |
| 2011 | «Si me caigo...»                                                                                                  | Juguetes Rotos     | Tercera Planta   |
| 2011 | «Rude Boy (Cheesy Jazz Version)»                                                                                  | Sencillo           | Tercera Planta   |
| 2018 | «The Sound of Silence»                                                                                            | Factor X Directos  | Sony Music       |
| 2018 | «Hombres» | Factor X Directos  | Sony Music       |
| 2018 | «Toy» | Factor X Directos  | Sony Music       |
| 2018 | «Muera el amor»                                                                                                   | Factor X Directos  | Sony Music       |
| 2019 | «Volcanes» | Volcanes           | AGP Music        |
| 2019 | «La gata bajo la lluvia»                                                                                          | Ramil y una noches | AGP Music        |
| 2019 | «Perdóname» | Ramil y una noches | AGP Music        |
| 2019 | «90 minutos» | Ramil y una noches | AGP Music        |
| 2019 | «18 años» | Ramil y una noches | AGP Music        |
| 2020 | «90 Minutos + Durmiendo Sola»                                                                                     | Sencillo           | AGP Music        |
| 2020 | «Señora + Se nos rompió el amor»                                                                                  | Sencillo           | AGP Music        |
| 2020 | «Soy lo prohibido»                                                                                                | Sencillo           | AGP Music        |
| 2020 | «A tu vera» | Sencillo           | AGP Music        |
| 2021 | «Lela» | Sencillo           | AGP Music        |
| 2021 | «El perdón» | Sencillo           | AGP Music        |
| 2021 | «Mentira» | Sencillo           | Castillera Music |
| 2021 | «Prefiero ser la otra»                                                                                            | Sencillo           | Castillera Music |
| 2021 | «Que trabajo me da»                                                                                               | Sencillo           | Castillera Music |
| 2023 | «A la que vive contigo»                                                                                           | Sencillo           | Independiente    |
| 2023 | «Mi amante amigo»                                                                                                 | Sencillo           | Independiente    |
| 2023 | «Lo dudo y Procuro olvidarte»                                                                                     | Sencillo           | Independiente    |
| 2023 | «La última vez» (Canción representante de España en el Festival Internacional de la Canción de Viña del Mar 2024) | Sencillo           | Independiente    |
| 2024 | «Sin raíz» | Sencillo           | Independiente    |

### Colaboraciones
| Año  | Sencillo                                                      | Álbum                                        |
| ---- | ------------------------------------------------------------- | -------------------------------------------- |
| 2011 | «Juguetes Rotos» con Ainhoa Cantalapiedra                     | Juguetes Rotos                               |
| 2011 | «Fios de vida» con Maria do Ceo                               | Juguetes Rotos                               |
| 2011 | «Mira hacia el cielo» con Rosa Cedrón                         | Juguetes Rotos                               |
| 2017 | «Ghetto Track» colaboración con Vanilla Ace                   | Single de Vanilla Ace - Club Sweat           |
| 2019 | «Don't You Worry Child» colaboración con Freshtuff            | Sencillo de Freshcords                       |
| 2020 | «No somos inmortales» colaboración con varios artistas        | Himno del Festival emergentes                |
| 2020 | «Leo» colaboración con Alejandro de Pinedo                    | Zodiac de Alejandro de Pinedo - AGP Music    |
| 2020 | «Forgiveness» colaboración con J Sanz                         | Two Singles de J Sanz - Caresse Records      |
| 2020 | «Time To Fly» colaboración con Carlos Garo                    | Sencillo de Carlos Garo - Rocket Music       |
| 2021 | «Lela» con María Villalón                                     | Sencillo                                     |
| 2021 | «El Perdón» con Diana Navarro                                 | Sencillo                                     |
| 2021 | «Prefiero ser la otra (versión ranchera)» con Karina          | Sencillo                                     |
| 2021 | «Pride - I Feel So Good» colaboración con Alejandro de Pinedo | The Seven Deadly Sins de Alejandro de Pinedo |
| 2022 | «Búscate un hombre que te quiera» con Raquel Brandia          | Sencillo                                     |
| 2023 | «Gracias a la vida» con Iria Cruz                             | Directos extraídos de VisitAres, la serie    |
| 2023 | «Hotel California» con                                        | Directos extraídos de VisitAres, la serie    |
| 2023 | «Piensa en mí» con Adriana Rogan y Raquel Brandía             | Directos extraídos de VisitAres, la serie    |
| 2023 | «Frente a frente» con Javi Soleil                             | Directos extraídos de VisitAres, la serie    |
| 2023 | «Sargento de hierro» con María Villalón                       | Directos extraídos de VisitAres, la serie    |
| 2023 | «Como yo te amo» con Oscar Moncada                            | Sencillo de Oscar Moncada ft. Enrique Ramil  |
| 2025 | «Dos shots» con Taiga Brava                                   | Sencillo                                     |

### Bandas sonoras
- Believe in Love (Tercera Planta), himno oficial del Pride Barcelona 2012.
- Scrooge. Netflix. Versión en gallego. 2022[70].
- VisitAres. YouTube. Colaboraciones con más artistas para esta webserie. 2023.

## Videoclips musicales
| Año  | Canción                                                       | Dirección          |
| ---- | ------------------------------------------------------------- | ------------------ |
| 2009 | Es mi voluntad (preselección Eurovisión 2010)                 |                    |
| 2011 | Juguetes Rotos                                                | Víctor Moreno      |
| 2012 | Si me caigo...                                                | Cristina Fraga     |
| 2012 | Believe in Love (Pride Barcelona 2012 Anthem)                 | Cristóbal Garrido  |
| 2019 | Volcanes                                                      | Fran Granada       |
| 2019 | Perdóname                                                     | David León         |
| 2019 | 18 años                                                       | David León         |
| 2019 | 90 minutos                                                    | David León         |
| 2020 | You Make Me Feel So Young (Enrique Ramil & The Jazzifiers)    | David León         |
| 2020 | 90 minutos + Durmiendo sola                                   | David León         |
| 2020 | Señora + Se nos rompió el amor                                | David León         |
| 2020 | Soy lo prohibido                                              | David León         |
| 2020 | A tu vera                                                     | David León         |
| 2021 | El Perdón (dúo con Diana Navarro)                             | David León         |
| 2021 | Mentira                                                       | Alexander Escorcia |
| 2021 | Prefiero ser la otra                                          | Alexander Escorcia |
| 2021 | Prefiero ser la otra - versión ranchera (dúo con Karina)      | Frederick Melendez |
| 2021 | Qué trabajo me da                                             | David León         |
| 2021 | El triste (versión voz en directo)                            | David León         |
| 2021 | Farsante (versión voz en directo)                             | David León         |
| 2022 | Mujer contra mujer                                            | David León         |
| 2022 | A la que vive contigo                                         | David León         |
| 2022 | Mi amante amigo                                               | David León         |
| 2022 | Volcanes (Acústico) ft. Adrián Solla y David Freigenedo       | David León         |
| 2022 | A la que venga                                                | David León         |
| 2022 | Inmensidad                                                    | David León         |
| 2022 | A la sombra de un león                                        | David León         |
| 2022 | Búscate un hombre que te quiera ft. Raquel Brandia            | David León         |
| 2022 | Lo dudo y Procuro olvidarte                                   | David León         |
| 2022 | Soy rebelde                                                   | David León         |
| 2023 | Cómo han pasado los años                                      | David León         |
| 2023 | No me queda más y Si la quieres (Homenaje a Selena)           | David León         |
| 2023 | Vete de mí                                                    | David León         |
| 2023 | Y sin embargo te quiero                                       | David León         |
| 2023 | Gracias a la vida                                             | David León         |
| 2023 | Hotel California                                              | David León         |
| 2023 | De muy buen ver                                               | David León         |
| 2023 | Piensa en Mí (con Adriana Rogan y Raquel Brandía)             | David León         |
| 2023 | Frente a frente (ft. Javi Soleil)                             | David León         |
| 2023 | Sargento de hierro (ft. María Villalón)                       | David León         |
| 2024 | La última vez (Lyric Video - Viña del Mar 2024)               |                    |
| 2024 | Prefiero ser la otra (Directo en el Teatro Jofre)             |                    |
| 2024 | Sabe a cielo (Directo en el Teatro Jofre)                     |                    |
| 2024 | El reloj (Directo La noche de las canciones perpetuas)        |                    |
| 2024 | Urge (Directo La noche de las canciones perpetuas)            |                    |
| 2024 | Escándalo (Directo La noche de las canciones perpetuas)       |                    |
| 2024 | Puro Teatro (Directo La noche de las canciones perpetuas)     |                    |
| 2024 | Acaríciame (Directo La noche de las canciones perpetuas)      |                    |
| 2024 | Piensa en mí (Directo La noche de las canciones perpetuas)    |                    |
| 2024 | Mi soledad y yo (Directo La noche de las canciones perpetuas) |                    |
| 2024 | Sin raíz                                                      | David León         |
| 2025 | Dos shots (ft. Taiga Brava)                                   | David León         |

## Giras
- 2007-2009: Cocó Mandala y Jazz Kidding
- 2009-2010: Enrique Ramil Quartet (Galicia)
- 2011: Gira OT 2011 (España)
- 2012-2020: Ramil y una noches (España)
- 2021: Gira 2021 (Madrid, Ciudad de Panamá, Bogotá, Santiago de Chile, Ciudad de México y Caracas)
- 2023: Señoras de la canción (España)
- 2023: Con el corazón en la mano (México-2023 y España-2024)
- 2024: La noche de las canciones perpetuas (México) y Tour Íntimo (México, Argentina, Chile, España, Perú, EEUU)

## Televisión
| Año       | Programa                               | Plataforma         | Notas |
| --------- | -------------------------------------- | ------------------ | --- |
| 2009      | La batalla de los coros                | Cuatro             | Concursante, miembro del coro de Marta Sánchez |
| 2010      | Tú sí que vales                        | Telecinco          | Concursante |
| 2011      | Operación Triunfo 2011                 | Telecinco          | Concursante en la Academia |
| 2011      | Land Rober - Tunai Show                | TVG                | Invitado |
| 2012 2013 | Heicho Cantar                          | TVG                | Invitado a varios programas incluyendo uno de ellos en el que interpretó junto a Mandala Gospel Mátame suave una versión en gallego del tema Killing Me Softly with His Song. |
| 2015      | O país mais grande do mundo            | TVG                | Invitado |
| 2018      | Factor X (España)                      | Cuatro             | Concursante y finalista de la edición |
| 2019      | Estando Contigo                        | CMM                | Invitado |
| 2019      | El legado de...                        | Canal Sur          | Invitado |
| 2020      | Tierra de talento                      | Canal Sur          | Concursante y ganador de la edición |
| 2020      | Tierra de talento                      | Canal Sur          | Invitado junto a José Carlos Esteban-Hanza Fernández, ganadores de la segunda edición de Tierra de Talento                                                                    |
| 2020      | La Tarde, aquí y ahora                 | Canal Sur          | Invitado, acompañado al piano por Alejandro Romero |
| 2020      | Música para mis oídos                  | Canal Sur          | Invitado |
| 2020      | Tierra de talento                      | Canal Sur          | Dúo con India Martínez acompañados al piano por Alejandro Romero. |
| 2020      | Tierra de talento                      | Canal Sur          | Invitado: dúo con Mariola Cantarero |
| 2021      | Tierra de 2021                         | Canal Sur          | Invitado: dúo con María Villalón |
| 2021      | La Bomba                               | Televen            | Invitado |
| 2021      | Hoy día                                | Telemundo          | Invitado |
| 2021      | Chataing                               | Mega TV            | Invitado al programa de Luis Chataing desde Miami |
| 2021      | Hoy día                                | Telemundo          | Entrevista y presentación de "Prefiero ser la otra" |
| 2021      | Flash Fashion                          | NTN24              | Invitado |
| 2021      | Tierra de 2022                         | Canal Sur          | Invitado |
| 2022      | Tierra de Talento: Especial Raphael    | Canal Sur          | Interpreta En carne viva y Escándalo |
| 2022      | Bamboleo                               | TVG                | Invitado |
| 2022      | Somos Música: homenaje a Diana Navarro | Canal Sur          | Interpreta una versión jazz de Mira lo que te has perdío y un trozo del tema El perdón a dúo con la artista.                                                                  |
| 2023      | Fiesta                                 | Telecinco          | Homenaje a Rocío Dúrcal |
| 2023      | Quien Anda Aí?                         | TVG                | Invitado |
| 2023      | Esta mañana                            | Heraldo TV         | Invitado en televisión mexicana |
| 2023      | Cada mañana                            | TV Azteca Noroeste | Invitado en Monterrey |
| 2024      | Quiero Música TV                       | Argentina          | Entrevista |
| 2024      | Bamboleo                               | TVG                | Entrevista, juego y actuación |

## Musicales
- PaquitaDora - como Coco Mandala, papel coprotagonista - España, 2006 y 2007[132]

## Filmografía
- 2019: Volcanes: el documental producido por Funny Boys.
- 2023: VisitAres serie documental protagonizada por Enrique Ramil sobre Ares (La Coruña) con invitados locales y nacionales[133]

## Premios y nominaciones
| Año  | Premio                                                       | Categoría                                              | Resultado |
| ---- | ------------------------------------------------------------ | ------------------------------------------------------ | --------- |
| 2020 | Tierra de talento (Canal Sur, España)                        | Adultos                                                | Ganador   |
| 2021 | Elegidos2021 (Radio Unyka, Argentina)                        | Mejor canción del año: "Prefiero ser la otra"          | Nominado  |
| 2021 | Elegidos2021 (Radio Unyka, Argentina)                        | Mejor artista europeo                                  | Nominado  |
| 2021 | Elegidos2021 (Radio Unyka, Argentina)                        | Mejor Artista masculino de España                      | Ganador   |
| 2021 | Elegidos2021 (Radio Unyka, Argentina)                        | Mejor interpretación masculina: "Prefiero ser la otra" | Nominado  |
| 2021 | Elegidos2021 (Radio Unyka, Argentina)                        | Mejor nueva versión: "Señora"                          | Nominado  |
| 2024 | Festival Internacional de la Canción de Viña del Mar (Chile) | Mejor intérprete de la Competencia Internacional       | Ganador   |